# Laguna del Maule
Pour les articles homonymes, voir Maule.
La Laguna del Maule est un volcan du Chili se présentant sous la forme d'une caldeira. Elle est partiellement remplie par un lac, le lac du Maule, et contient plusieurs petits stratovolcans, dômes de lave, cônes et cratères volcaniques.

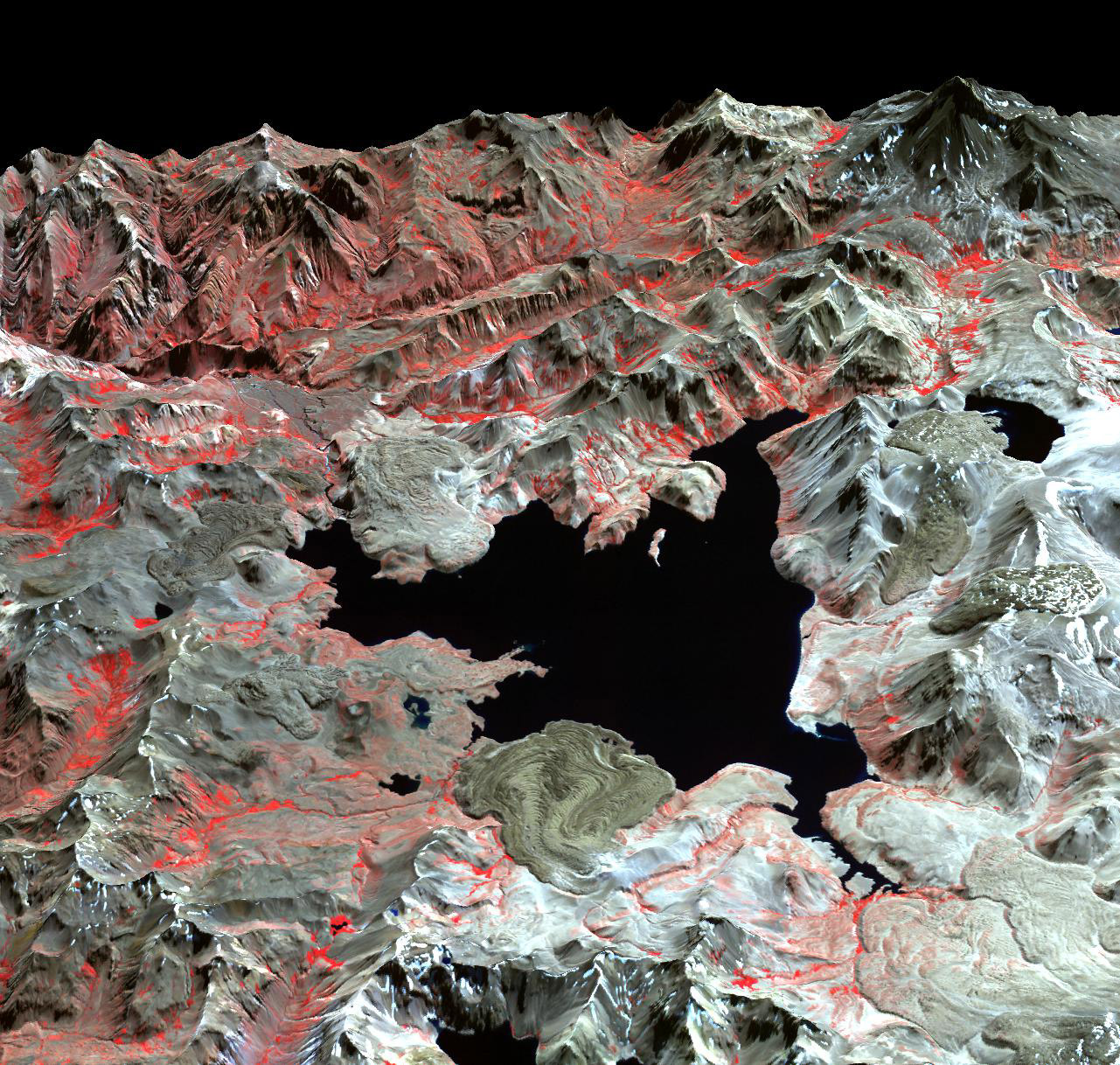
Image satellite infrarouge colorisée tridimensionnelle oblique de la caldeira et de son lac.

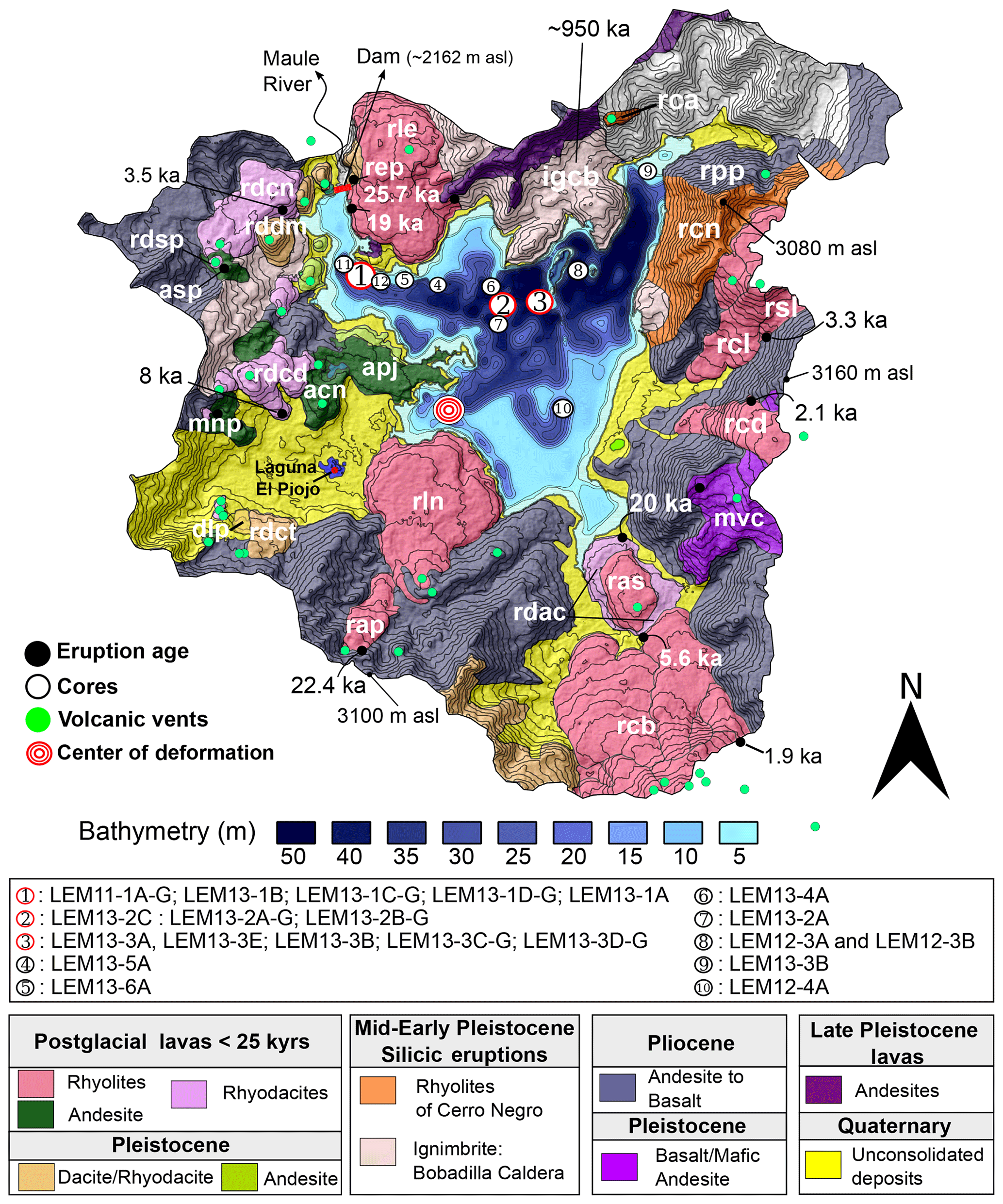
Carte géologique du volcan.